# (38853) 2000 SW71
2000 SW71 (asteroide 38853) é um asteroide da cintura principal. Possui uma excentricidade de 0.17948270 e uma inclinação de 13.90541º.
Este asteroide foi descoberto no dia 24 de setembro de 2000 por LINEAR em Socorro.